# Estoril Open 2001
L'Estoril Open 2001 è stato un torneo di tennis giocato sulla terra rossa.
È stata la 12ª edizione dell'Estoril Open, che fa parte della categoria International Series  nell'ambito dell'ATP Tour 2001, e della Tier IV nell'ambito del WTA Tour 2001. 
Sia il torneo maschile che quello femminile si sono giocati all'Estoril Court Central di Oeiras in Portogallo, dal 9 al 16 aprile 2001.

## Campioni

### Singolare maschile
Juan Carlos Ferrero ha battuto in finale  Félix Mantilla con il punteggio di 7–6(3), 4–6, 6–3

### Singolare femminile
Ángeles Montolio ha battuto in finale  Elena Bovina con il punteggio di 3–6, 6–3, 6–2

### Doppio maschile
Radek Štěpánek /  Michal Tabara hanno battuto in finale  Donald Johnson /  Nenad Zimonjić con il punteggio di 6–4, 6–1

### Doppio femminile
Květa Peschke /  Barbara Rittner hanno battuto in finale  Tina Križan /  Katarina Srebotnik con il punteggio di 3–6, 7–5, 6–1